# Alinula malawica
Alinula malawica là một loài thực vật có hoa trong họ Cói. Loài này được (J.Raynal) Goetgh. & Vorster mô tả khoa học đầu tiên năm 1988.